# Gartenbau-Berufsschule Langenlois
Die Gartenbau-Berufsschule Langenlois ist eine lehrzeitbegleitende Schule in der dualen Ausbildung von Jugendlichen nach dem 9. Schuljahr. Sie bereitet Lehrlinge in drei mehrwöchigen Kursen auf die Lehrabschluss-/Facharbeiterprüfung vor. Ziel ist der qualifizierte gärtnerische Facharbeiter bzw. die qualifizierte gärtnerische Facharbeiterin.

## Geschichte
Im Schuljahr 1945/46 wurde die Schultätigkeit in angemieteten Räumen in St. Pölten, Krems an der Donau, Wiener Neustadt und Wien begonnen. Den Unterricht erteilten ausschließlich Gastlehrer, beauftragt von der Landwirtschaftskammer für Niederösterreich und Wien. Am 11. November 1947 wurde der erste fünfwöchige Lehrgang für Schüler des 1. Lehrjahres in Schul- und Internatsräumen der Schulschwestern in Haindorf bei Langenlois einberufen. Schulträger der Gartenbauschule war die Landes-Landwirtschaftskammer für Niederösterreich und Wien. Der Unterricht wurde von zwei hauptamtlichen Lehrern und einem Erzieher erteilt. Praktischen Unterricht erteilten der Obergärtner bzw. Gärtnermeister in regionalen Gärtnereien und Obstgärten. In diesen drei Jahren wurden in 27 Kursen 666 Lehrlinge unterrichtet.
Am 21. November 1950 wurden die Räumlichkeiten der neuerbauten Landeskursstätte für Obst-, Wein- und Gartenbau, eine Initiative des Bürgermeisters und Landeshauptmannstellvertreter August Kargl, bezogen. 1951 erfolgte die Gründung der Junggärtnervereinigung Niederösterreich am Schulort. 1952 fanden die Gehilfenprüfungen nun in der angegliederten Schulgärtnerei, wo Glashäuser und Pflanzensortimente bestehen, statt. Die Schulgärtnerei „Rosenhügel“ war Übungsort für den praktischen Unterricht. 1954 besuchte der Hochkommissär Banin, der Vertreter der russischen Besatzungsmacht, die Schule.
Ab 1957 war die Gartenbauschule zunehmender Treffpunkt für weiterbildungswillige Gärtner aller Altersstufen bei ein- oder mehrtägigen Kursen. 1962 kam es durch die Einführung des 9. Pflichtschuljahres bei den Schülerzahlen zu einem Knick. In diesem Jahr fanden nur 7 Kurse mit 148 Teilnehmern statt, anstelle der bisherigen 9 bis 10 Lehrgänge pro Jahr. 1963/64 baute der österreichische Industrielle Othmar Ruthner das weltweit erste Turmgewächshaus mit rotierendem Paternoster-System in der Schulgärtnerei. Es kam zu regem Besuch in- und ausländischer Fachleute. Fernsehgesellschaften aus drei Ländern drehten Filmbeiträge.
1971 wurde die Fachschule für Gartenbau als weitere fachliche Bildungseinrichtung gegründet. Die Lehrgangsdauer der Berufsschule betrug ab 1971 pro Lehrjahr sechs Wochen.
1973 wurde mit Erlass des Bundesministeriums für Land- und Forstwirtschaft der Gartenbauschule das Öffentlichkeitsrecht erteilt. 1974 übernahm das Land Niederösterreich die Schulträgerschaft. Die Schule wurde zur „Landwirtschaftlichen Berufsschule Fachrichtung Gartenbau“. Das Niederösterreichische landwirtschaftliche Schulgesetz regelte sodann Schulpflicht und Schulbesuch. Bisherige Lehrer wurden als Landeslehrer in das Dienstrecht des Landes übernommen. 1975 wurde ein neuer Lehrplan für die nun achtwöchigen Lehrgänge erstellt. Englisch wurde Pflichtfach, später auch der Unterricht in EDV. Für die Schüler wurden Schulbücher im Rahmen der Schulbuchaktion eingeführt. Die Unterrichtswoche umfasste 42 Stunden zu je 50 Minuten von Montag bis Samstagvormittag.
1980 fand erstmals der Berufswettbewerb für Gärtnerlehrlinge statt, eine Einrichtung, die das Fachwissen und praktisches Können der teilnehmenden Jugendlichen testet. 1981 machte akuter Raummangel es erforderlich, zusätzliche Ressourcen in der stillgelegten Berufsschule Ravelsbach im Bezirk Hollabrunn zu aktivieren. Die Lehrgänge wurden deshalb getrennt in Burschen- und Mädchenkursen geführt. Die Mädchenklasse in Ravelsbach fuhr zwei Unterrichtstage pro Woche nach Langenlois, um die Praxiseinrichtungen und Werkstätten zu nutzen.
1988/89 wurde das neue Internatsgebäude der Gartenbaufachschule in Langenlois bezogen. Der Unterricht wird wieder ganz in Langenlois erteilt. Nach einem Rückgang der Schülerzahlen (2005-10) werden derzeit zwischen 100 und 120 Lehrlinge je Schuljahr ausgebildet.

## Direktoren der Schule
- Hartmann Demal (1948–1961)
- Helmuth Hanten (1961–1973)
- Fritz Weigl (1974–1998)
- Karl Priplata (1998–2008)
- Anna Maria Betz (2008–2019)
- Andreas Kovac (seit 2019)

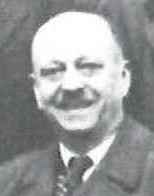
Hartmann Demal
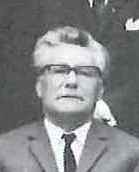
Helmuth Hanten
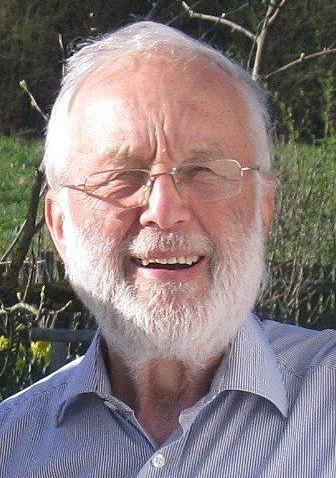
Fritz Weigl
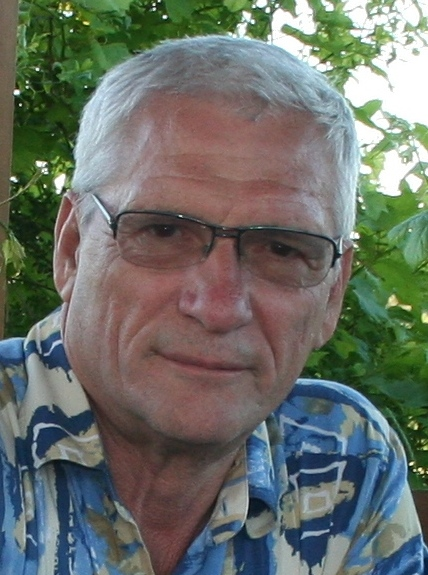
Karl Priplata
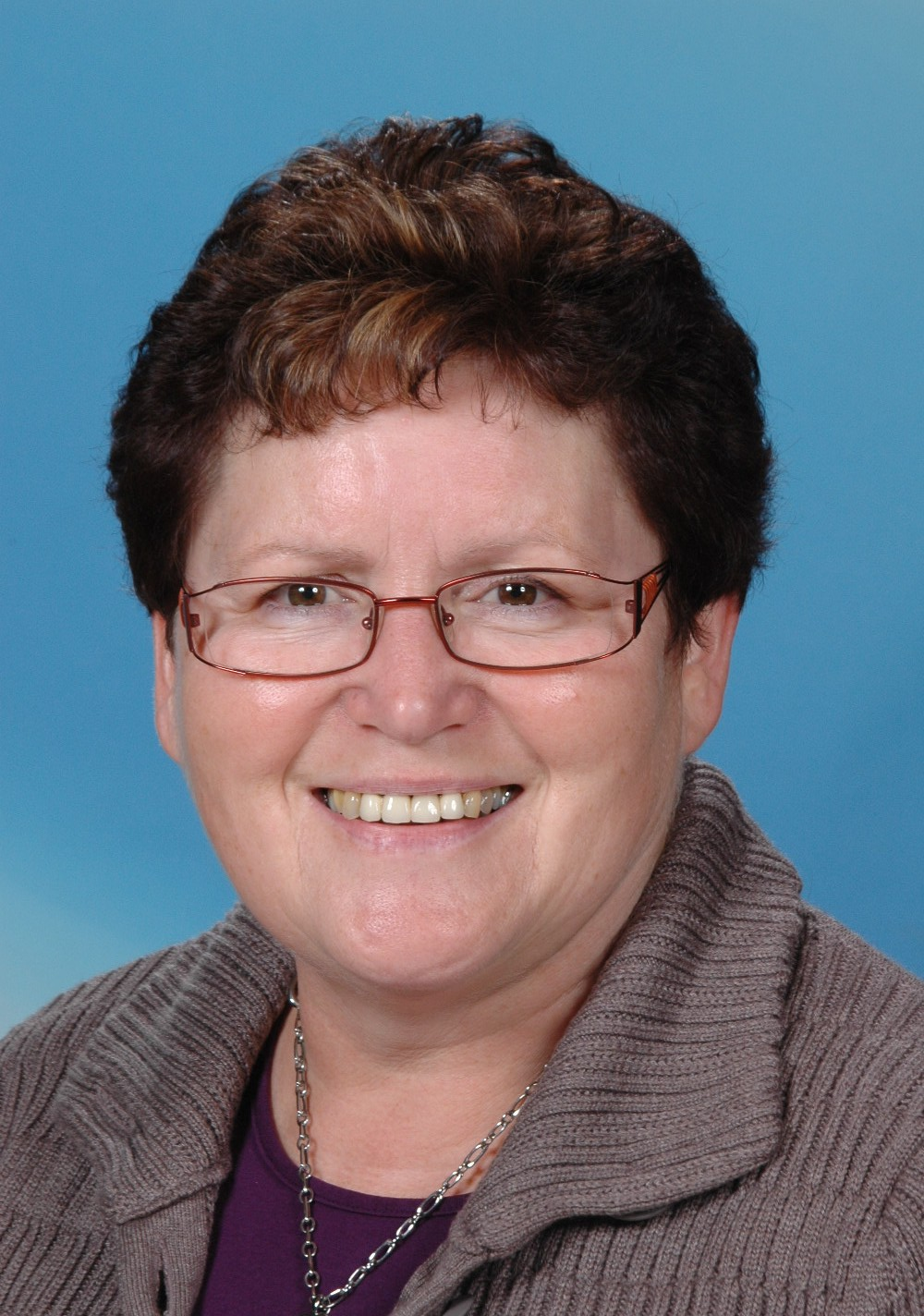
Anna Maria Betz